# Hunter Armstrong
Joseph Hunter Armstrong (Dover, 24 gennaio 2001) è un nuotatore statunitense, specializzato nel dorso e nello stile libero.

## Biografia
Ha rappresentato gli Stati Uniti ai Giochi olimpici estivi di Tokyo 2020, dove ha vinto la medaglia d'oro nella staffetta 4x100 metri misti, con i connazionali Ryan Murphy, Michael Andrew, Caeleb Dressel, Zachary Apple, Andrew Wilson, Thomas Shields e Blake Pieroni. Nei 100 metri dorso è stato eliminato con il nono tempo in semifinale. Tre anni dopo, alle Olimpiadi di Parigi 2024, vince il suo secondo oro nella competizione, stavolta nella staffetta 4x100 metri stile libero.

## Palmarès
| Anno | Manifestazione          | Sede      | Evento                | Risultato | Prestazione | Note            |
| ---- | ----------------------- | --------- | --------------------- | --------- | ----------- | --------------- |
| 2021 | Giochi olimpici         | Tokyo     | 100 m dorso           | 9º        | 53"21       |                 |
| 2021 | Giochi olimpici         | Tokyo     | 4 × 100 m misti       | Oro       | 3'08"97     | [ 1 ]           |
| 2022 | Mondiali                | Budapest  | 50 m dorso            | Argento   | 24"14       |                 |
| 2022 | Mondiali                | Budapest  | 100 m dorso           | Bronzo    | 51"98       |                 |
| 2022 | Mondiali                | Budapest  | 4 × 100 m sl          | Oro       | 3'09"34     | [ 1 ]           |
| 2022 | Mondiali                | Budapest  | 4 × 100 m misti       | Argento   | 3'27"79     | [ 1 ]           |
| 2022 | Mondiali                | Budapest  | 4 × 100 m misti mista | Oro       | 3'38"79     |                 |
| 2022 | Mondiali in vasca corta | Melbourne | 4 × 50 m misti        | Argento   | 1'30"37     | [ 1 ]           |
| 2022 | Mondiali in vasca corta | Melbourne | 4 × 100 m misti       | Oro       | 3'18"98     | [ 1 ]           |
| 2023 | Mondiali                | Fukuoka   | 50 m dorso            | Oro       | 24"05       |                 |
| 2023 | Mondiali                | Fukuoka   | 100 m dorso           | Bronzo    | 52"58       |                 |
| 2023 | Mondiali                | Fukuoka   | 4x100 m misti         | Oro       | 3'27"20     | [ 1 ]           |
| 2024 | Mondiali                | Doha      | 50 m dorso            | Argento   | 24"33       |                 |
| 2024 | Mondiali                | Doha      | 100 m dorso           | Oro       | 52"68       |                 |
| 2024 | Mondiali                | Doha      | 4x100 m sl            | Bronzo    | 3'12"29     | [ 1 ]           |
| 2024 | Mondiali                | Doha      | 4x200 m sl            | Bronzo    | 7'02"08     |                 |
| 2024 | Mondiali                | Doha      | 4x100 m misti         | Oro       | 3'29"80     |                 |
| 2024 | Mondiali                | Doha      | 4x100 m sl mista      | Bronzo    | 3'22"28     |                 |
| 2024 | Mondiali                | Doha      | 4x100 m misti mista   | Oro       | 3'40"22     |                 |
| 2024 | Giochi olimpici         | Parigi    | 4x100m sl             | Oro       | 3'09"28     | Record olimpico |
| 2024 | Giochi olimpici         | Parigi    | 4x100m misti          | Argento   | 3'28"01     |                 |